# Кривопуст Богдан Леонідович
Богдан Леонідович Кривопуст (нар. 24.05.1975, Запоріжжя) — український композитор. Лауреат премії імені Ревуцького, директор видавництва Музична Україна. Народився у Запоріжжі. Здобув освіту в Запорізькому музичному училищі та Київській консерваторії за спеціальностями композиція (в класі Колодуба Л. М.) і фортепіано (в класі Рощиної. Т. О.). Був стипендистом міністерства культури р. Польща «Gaude Polonia» (2003).
З грудня 2008 року є директором міжнародного фестивалю «Форум музики молодих». З 2010 — директор видавництва «Музична Україна»
За видатні досягнення у професійній композиторській творчості  йому в 2019 році присуджено премію імені М. В. Лисенка (за твір «Ораторія для солістів, хору та симфонічного оркестру на вірші Тараса Шевченка» (2017);)http://mincult.kmu.gov.ua/control/uk/publish/article?art_id=245457939&cat_id=245294712 [Архівовано 6 березня 2019 у Wayback Machine.]
Список творів
- 1999 Соната для флейти та фортепіано
- 2000 Псалмодія для оркестру та фортепіано
- 2000 Два хори на канонічні тексти для мішаного хору
- 2001 Тріо для скрипки, віолончелі та фортепіано
- 2001 Псалом «Над річками вавилонськими» для мішаного хору
- 2001 Клавірштюк № 1
- 2002 «Вокаліз» для дитячого хору та камерного оркестру
- 2002 «Увертюра» для віолончелі соло.
- 2003 «Рух» для флейти, кларнету, скрипки, віолончелі та фортепіано
- 2003 Симфонія- концерт для симфонічного оркестру та фортепіано
- 2003 Клавірштюк № 2
- 2004 музика до кінофільму «Кохання — це світло у вікні навпроти»
- 2004 Камерна симфонія (присвячена А.Ласоню)
- 2005 Прелюдія для скрипки соло
- 2005 «Милість миру» для мішаного складу
- 2006 Капріччіо для симфонічного оркестру
- 2006 Соната для скрипки та фортепіано
- 2007 «Книга сновидінь» для камерного оркестру
- 2007 «Сканер» камерний балет для флейти, віолончелі, фортепіано та ударних.
- 2007 «Весняночка» для хору мішаного складу
- 2008 «Парафраз» для оркестру·
- 2009 Музика до спектаклю «Сорочинський ярмарок» для симфонічного оркестру (редакція 2016)
- 2010 «Молебен» для труби та струнних
- 2010—2015 Обробки українських народних пісень з циклу «Золоті ключі»
- 2011 Концерт для скрипки та симфонічного оркестру
- 2013 «Гопак» для скрипки, віолончелі та фортепіано
- 2014 Капричо для Соломії (присвячується Соломії Івахів) для скрипки та струнних (2014 версія для скрипки та фортепіано)
- 2015 Антифони для симфонічного оркестру
- 2015 «Квітка папороті» для скрипки та фортепіано Соломії (присвячується Соломії Івахів)  (2016 оркестрова версія)
- 2016 «Подіум» для альта (присвячується Катерині Супрун)
- 2016 Дует для скрипки та віолончелі *присвячується Маріанні Скрипі та Катерині Супрун)
- 2016  Ораторія на слова Тараса Шевченка (для хору, оркестру)-клавір
- 2017 Пасакалія для струнних
- 2017 Ораторія на слова Тараса Шевченка для солістів хору та оркестру
- 2018 Коляда для голосу та камерного оркестру
- 2018 Тріо для скрипки, альта та віолончелі
- 2018 Пісні з давнини для голосу та камерного оркестру
- 2018 Диптих на слова Тараса Шевченка